# 10281 Libourel
10281 Libourel eller 1981 EE45 är en asteroid i huvudbältet som upptäcktes den 11 mars 1981 av den amerikanska astronomen Schelte J. Bus vid Siding Spring-observatoriet. Den är uppkallad efter Guy Libourel.
Asteroiden har en diameter på ungefär 12 kilometer.